# ピニヤタ・プロテスト
ピニヤタ・プロテスト（Piñata Protest）は、アメリカ合衆国・テキサス州サンアントニオを拠点に活動するノルテーニョ・パンクバンド。地元であるメキシコとの国境地域に根付いたテハノ・ミュージック
やノルテーニョ・ミュージック（英語: Norteño (music)）やコンフント（英語: Conjunto）とパンク・ロックとを融合した楽曲を創造するバンドとして注目を集めている。

## 来歴
バンドのリーダーであるアルバロ・デル・ノルテは、幼少時は地元に根付いたテハノ・ミュージックやノルテーニョ・ミュージックまたその他のスペイン語音楽は好きではなかった。中学高校時代はパンク音楽等に熱中していたが、高校を卒業する頃にはクールでないと嫌っていたそれらの地元文化に根差した音楽は自分の出自やルーツと向き合う上で切離せないものだ、と考えを改める。それまではベースを弾いていたが、アコーディオンでパンクをやってくれるメンバーを募集したが誰も応募して来なかったこともあり、自らアコーディオンに転向を決意し、サンアントニオにあるコミュニティ・カレッジのパロ・アルト・カレッジで、名手ホゥアン・テヘダ（Juan Tejeda）からアコーディオンを学んだ。
2006年頃、ピニヤタ・プロテストを結成。2010年、デビューEPPlethora 発売。2012年、毎年3月にテキサス州オースティンで開催される世界最大規模の音楽イベントSXSWでステージ演奏を行い注目を集める。
2013年、El Valiente が注目のCDとしてNPRで紹介される。また、2014年以降も、NPRの音楽番組Alt.Latinoは、ピニヤタ・プロテストの楽曲を複数回紹介し、活躍を期待する番組のお気に入りバンドとしている。

## 音楽性
ラモウンズ、ニルヴァーナ、ロス・クルードス（英語: Los Crudos）のようなパンク・ロック系音楽の影響を受け、かつ、生まれた時から聴いて育った地元に根差した音楽ジャンルであるノルテーニョやテハノやコンフント系のバンドであるロス・ティグレス・デル・ノルテ（英語: Los Tigres del Norte）やテキサス・トルネイドズ（英語: Texas Tornados）等の楽曲からの影響も当然受けており、それらの異なる音楽要素を混ぜ合わせ融合させた音楽を生み出している。

## ディスコグラフィー

### シングルおよびEP盤
- Plethora (2010)[4]
- Plethora "Reloaded" (2012)
- El Valiente (2013)[2][3][4]

## メンバー
- アルバロ・デル・ノルテ（Alvaro Del Norte）[注 1][1]: アコーディオン, ヴォーカル, ポケットトランペット（英語版）
- JJ・マルティネス（JJ Martinez）: ドラムス
- マルクス・カサレス（Marcus Cazares）: エレクトリックベース, ヴォーカル
- ホセ・モラレス（Jose Morales）: ギター, ヴォーカル

### 元メンバー
- マット・カサレス（Matt Cazares）[5]
- マヌエル・ガルスィア（Manuel Garcia）[注 2][1]
- オマル・ナンボ（Omar Nambo）[1]